# ألبرت شامبين
ألبرت شامبين هو سياسي كندي، ولد في 5 يونيو 1866، وتوفي في 12 أكتوبر 1937. نشط حزبياً في الحزب الليبرالي الكندي. وقد انتخب عضو المجلس التشريعي في ساسكاتشوان ‏ وانتخب عضو مجلس العموم الكندي (1908 – 1917).